# Makunufushi
Makunufushi ou Como Cocoa Island est une petite île inhabitée et un motu des Maldives dans l'océan Indien, en Asie du Sud, devenue une des îles-hôtel de luxe des Maldives.

## Géographie
Ce petit motu de 260 x 80 m partage son lagon avec l'île voisine de Maafushi (en), dans le centre des Maldives, dans l'Est de l'atoll Malé du Sud, dans la subdivision de Kaafu. 

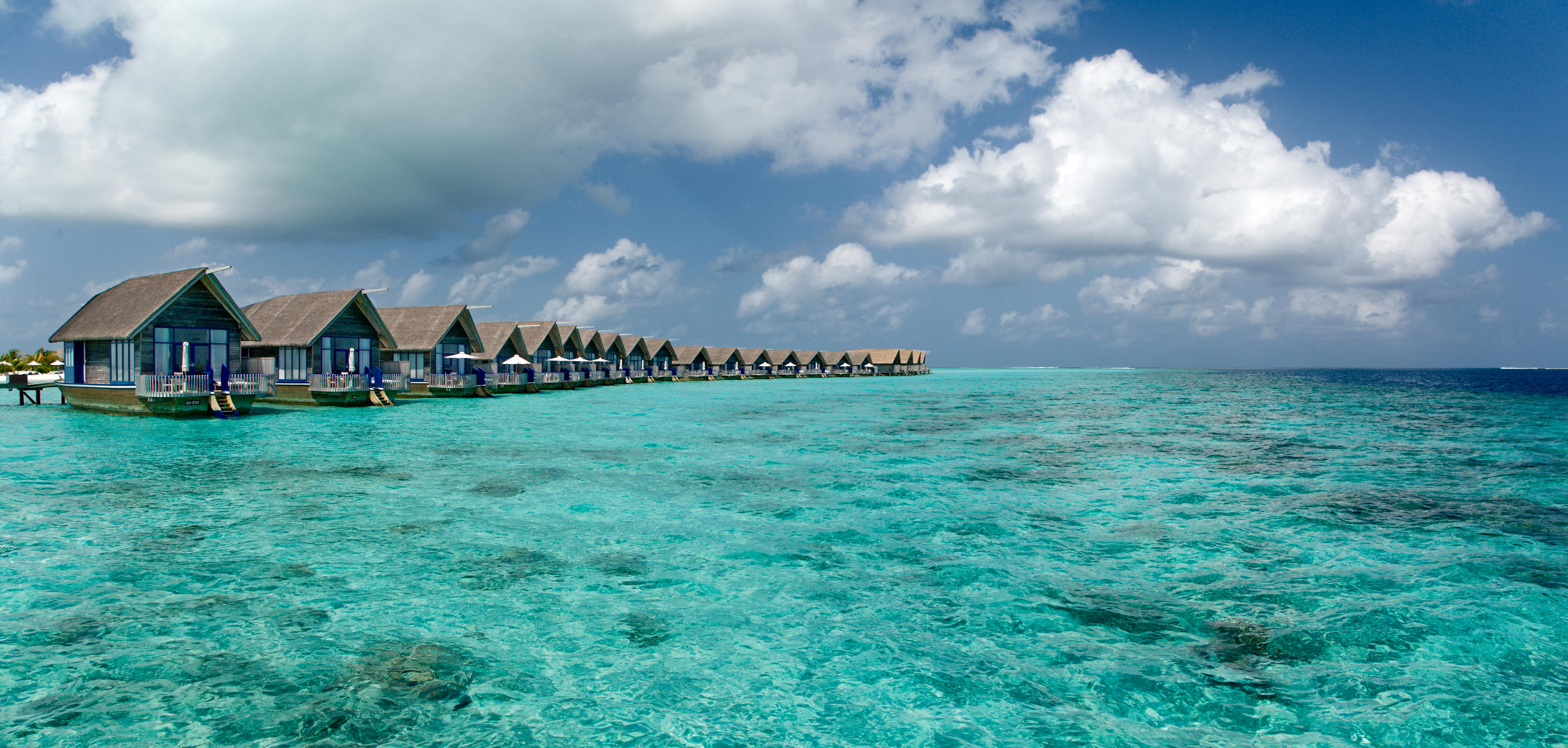
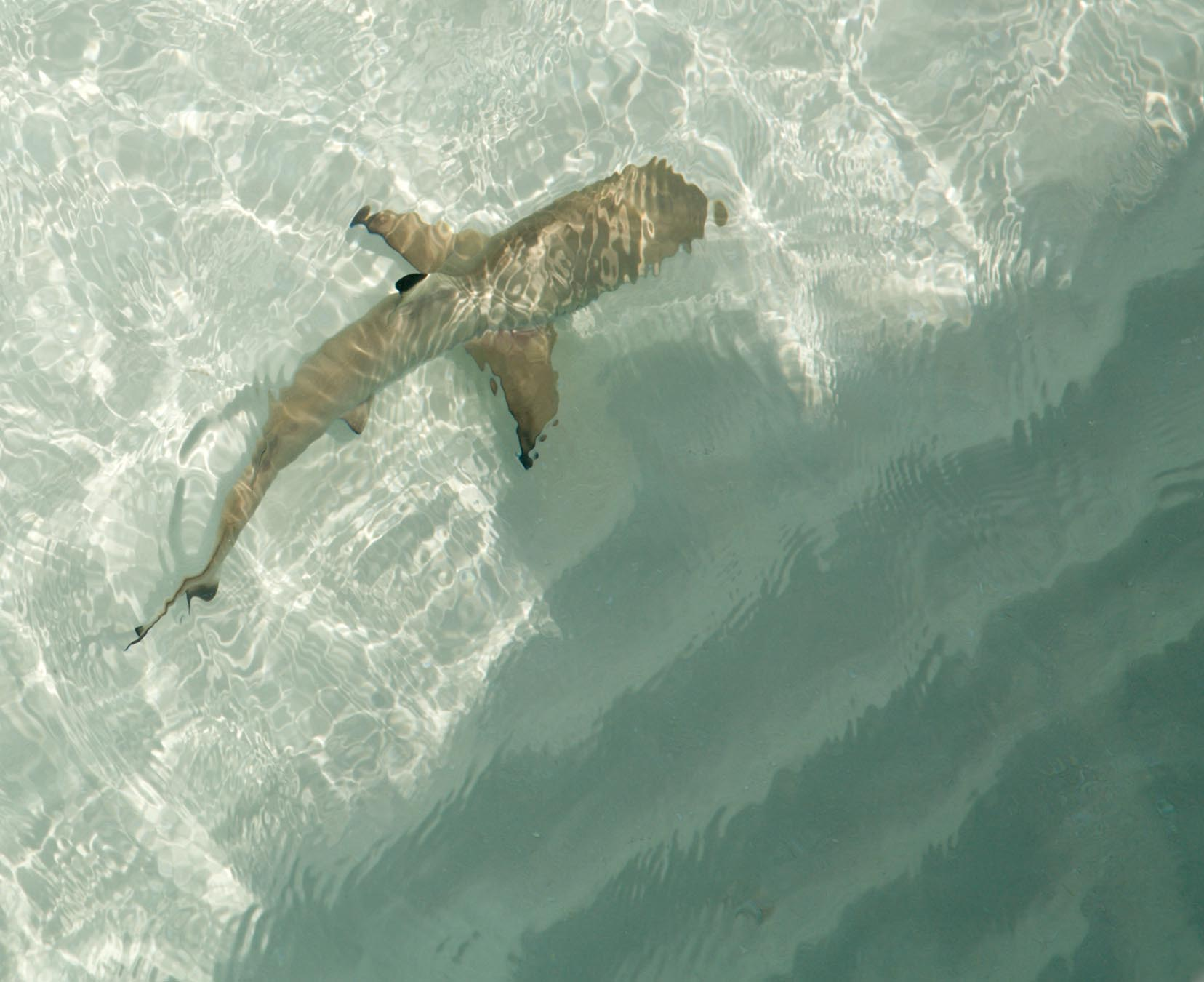

## Île-hôtel
Cette île inhabitée est devenue depuis 1981 une des îles-hôtel de luxe et un des hauts lieux de plongée sous-marine aux Maldives, avec le Como Cocoa Island, et ses nombreux bungalows de plage et bungalows lacustres du lagon de ce récif corallien,.

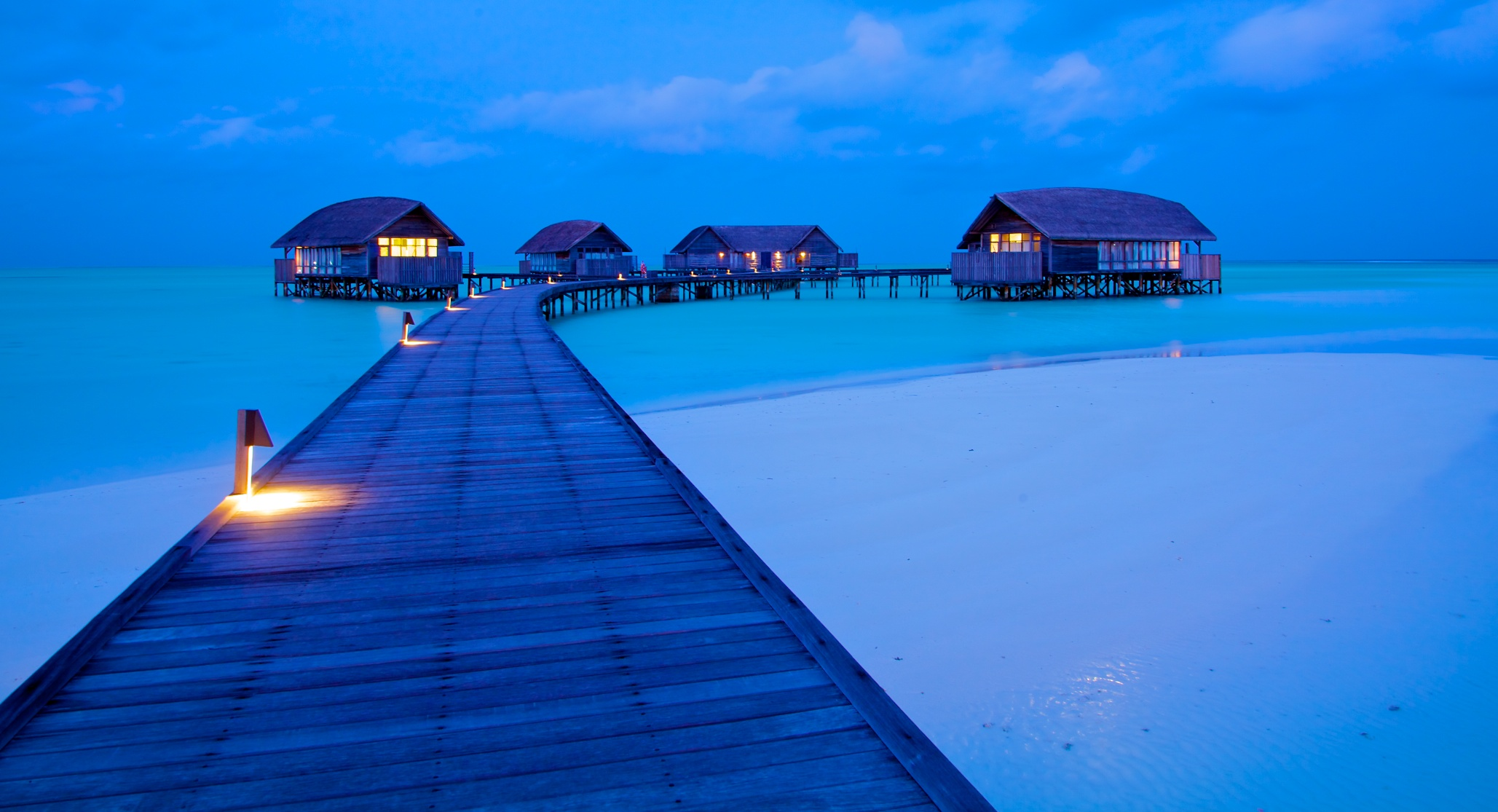
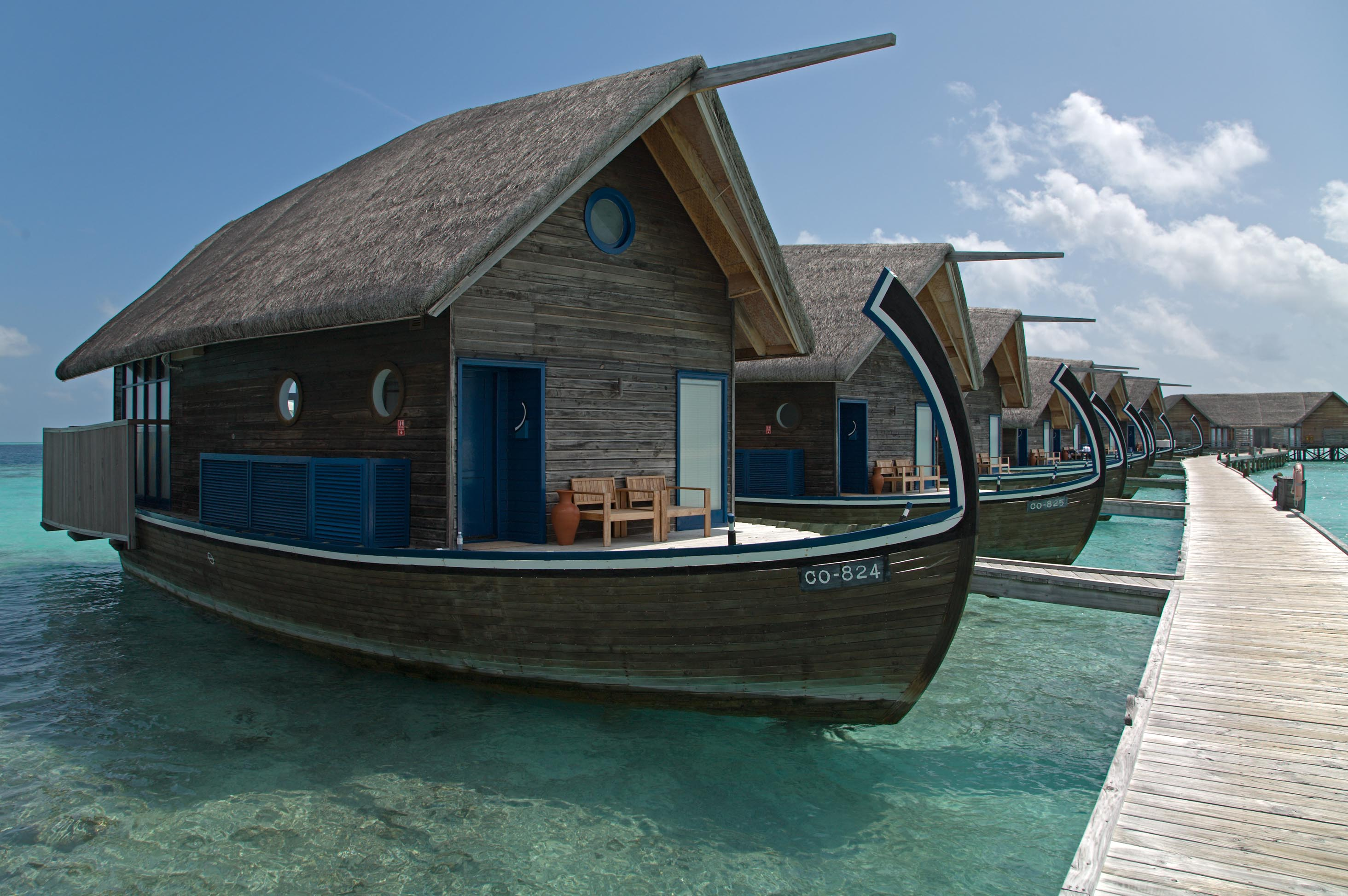